# D'amour ou d'amitié
Singles de Céline Dion
Tellement j'ai d'amour pour toi (en)
(1982) Mon ami m'a quittée (en)
(1983)
D'amour ou d'amitié est une chanson de Céline Dion, parue sur son troisième album Tellement j'ai d'amour… (1982). Elle est écrite par le parolier Eddy Marnay sur une musique des compositeurs Jean-Pierre Lang et Roland Vincent. La chanson sort en tant que deuxième single de l'album en décembre 1982 en France et le 25 avril 1983 au Canada.
La chanson D'amour ou d'amitié permet à Céline Dion de connaître son premier succès national et international.

## Contexte et sortie
En 1982, Eddy Marnay découvre une mélodie écrite par Jean-Pierre Lang et Roland Vincent et en écrit les paroles, créant la chanson D'amour ou d'amitié. Il a écrit sur l'éveil à l'amour et le franchissement de la barrière de l'amitié à la romance. La chanson a été enregistrée par Céline Dion au Family Sound Studio à Paris en juillet 1982 et produite par Eddy Marnay, assisté de Rudi Pascal. Pathé l'a sorti en 45 tours en France en décembre 1982, avec Visa pour les beaux jours sur la face B,.
En janvier 1983, Céline Dion a représenté le Canada comme « révélation de l'année » au Marché international de l'édition musicale de Cannes. Elle interprète D'amour ou d'amitié devant 3 500 professionnels de la musique. Après cela, la station de radio RTL a décidé de faire de D'amour ou d'amitié leur chanson préférée et la joue plusieurs fois par jour, d'autres stations de radio en France feront ensuite de même. Quelques jours plus tard, Céline Dion interprète D'amour ou d'amitié sur le plateau de l'émission Champs-Élysées présentée par Michel Drucker.

## Accueil commercial
D'amour ou d'amitié est devenu le premier single à succès international de Céline Dion. En France, il atteint la cinquième place du classement à l'été 1983 et est certifié disque d'or le 1er septembre 1983 pour avoir été vendu à plus de 500 000 exemplaires,. Céline Dion devient alors la première artiste canadienne à recevoir une certification d'or en France. À la suite de ce succès, elle sort son premier album en France en septembre 1983, Du soleil au cœur, qui est en fait une compilation comportant des chansons tirées des deux albums de Dion précédemment publiés au Québec.
La chanson est également devenue un succès au Québec, où elle est entrée dans le palmarès le 7 mai 1983 et s'est classée à la première place pendant quatre semaines consécutives en juillet et août 1983. Elle a passé quarante semaines sur le palmarès au total et a été certifiée or en avril 1985 pour avoir vendu plus de 50 000 exemplaires au Canada.

## Récompenses
À la suite du succès de D'amour ou d'amitié, Céline Dion remporte les prix Félix de l'Interprète féminine de l'année et Révélation de l'année lors du 5e gala des prix Félix en 1983.

## Liste des titres
| A1. | D'amour ou d'amitié                | 3:59 |
| B1. | Le Vieux Monsieur de la rue Royale | 4:10 |

| A1. | D'amour ou d'amitié       | 3:55 |
| B1. | Visa pour les beaux jours | 3:22 |

| A1. | D'amour ou d'amitié       | 3:55 |
| A2. | Visa pour les beaux jours | 3:22 |
| B1. | Ce n'était qu'un rêve     | 3:47 |
| B2. | L'amour viendra           | 4:20 |

## Classements et certifications
| Classement (1983) | Meilleure position |
| ----------------- | ------------------ |
| France (IFOP)     | 5                  |
| Québec (ADISQ)    | 1                  |

| Classement (2016) | Meilleure position |
| ----------------- | ------------------ |
| France (SNEP)     | 115                |

| Classement (1980–1989) | Position |
| ---------------------- | -------- |
| France (SNEP)          | 183      |

### Certifications
| Pays                                                                    | Certification | Ventes certifiées |
| ----------------------------------------------------------------------- | ------------- | ----------------- |
| Canada (Music Canada)                                                   | Or            | 50 000^           |
| France (SNEP)                                                           | Or            | 500 000           |
| ^Mise en rayon selon la certification xNon précisé par la certification |               |                   |

## Historique de sortie
| Pays                 | Date          | Format        | Version   | Label         | Réf.   |
| -------------------- | ------------- | ------------- | --------- | ------------- | ------ |
| France               | décembre 1982 | 45 tours      | Française | - Pathé - EMI | [ 12 ] |
| Pays-Bas             | décembre 1982 | 45 tours      | Française | - Pathé - EMI | [ 17 ] |
| France               | 25 avril 1983 | Maxi 45 tours | Française | - Pathé - EMI | [ 13 ] |
| Canada               | 25 avril 1983 | 45 tours      | Française | Saisons       | [ 11 ] |
| Allemagne de l'Ouest | 1984          | 45 tours      | Allemande | Columbia      | [ 18 ] |